# Mesosemia rhodia
Mesosemia rhodia is een vlindersoort uit de familie van de prachtvlinders (Riodinidae), onderfamilie Riodininae.
Mesosemia rhodia werd in 1824 beschreven door Godart.